# Domaine royal français
Ne doit pas être confondu avec Domaine de la Couronne.
 (octobre 2023).
En France, le domaine royal, désigne l'ensemble des terres, des biens et des droits relevant directement du pouvoir du roi au sein du royaume de France.
En France, lors de l'avènement d'Hugues Capet, ce domaine était très restreint. Les possessions, si on les évalue en termes territoriaux, étaient essentiellement concentrées dans l'Île-de-France et l'Orléanais, discontinues, avec en sus quelques îlots isolés tels que le domaine d'Attigny, reliquat de l'ancien fiscus, ou Montreuil-sur-Mer. Elles provenaient pour l'essentiel des domaines des Robertiens, lignée des ancêtres des Capétiens.

## Chronologie de l'accroissement du domaine royal
Abréviations : * (DR) = concerne le domaine royal * (RF) = concerne le royaume de France

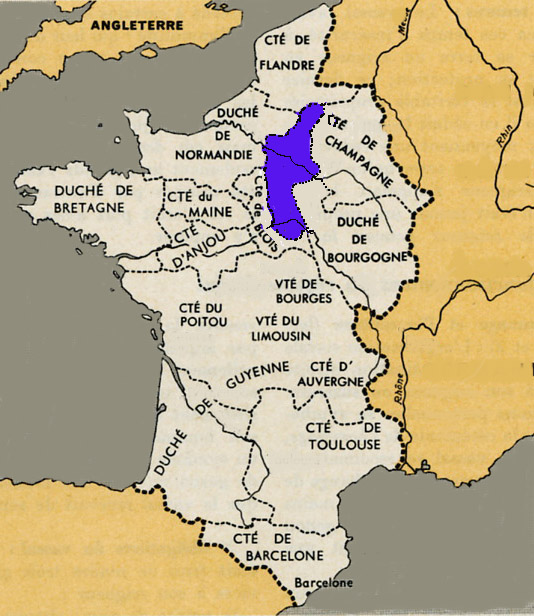
La France au Xe siècle.
Domaine royal

Les premiers Capétiens étaient les moins bien dotés. Patiemment, en usant du droit féodal (en particulier la confiscation d'un fief à un vassal félon), mais aussi par d'habiles mariages avec les héritières des grands fiefs, voire l'achat, ils agrandissent le domaine royal, qui finit par se confondre avec le royaume au XVIe siècle. Cependant la pratique de l'apanage ampute l'étendue du domaine et crée de dangereux concurrents à la puissance royale (en particulier le duché de Bourgogne aux XIVe et XVe siècles, pourtant tenu par des Capétiens issus du roi Jean II le Bon, la seconde Maison capétienne de Bourgogne).

### LesCapétiens directs

#### Règne d'Hugues Capet(987-996)
- 988 : Montreuil, premier port tenu par les Capétiens. Acquis par mariage du prince héritier Robert (futur Robert II le Pieux) avec Rozala, veuve du comte de Flandres Arnould II. (DR)

#### Règne deRobert IIle Pieux (996-1031)

La France au début du XIe siècle.
Domaine royal

- 1016 : acquisition de la Bourgogne. Le roi est le neveu du duc Henri mort sans héritier. (DR)
- 1021/1023 : le roi de France Robert II enlève le comté de Dreux à Eudes II de Blois, successeur désigné d'Étienne Ier, et le réunit à la couronne. Louis VI le Gros, le donna en 1152 à son fils Robert[4].

#### Règne deHenriIer(1031-1060)
- 1032 : le roi donne à son demi-frère Robert Ier le duché de Bourgogne. (DR)
- 1055 : Annexion du comté de Sens. (DR)

#### Règne dePhilippeIer(1060-1108)
- 1068 : Le roi de France Philippe Ier annexe le Vermandois[5] et le Gâtinais[6] au domaine royal, obtenus de Foulque Réchin. (DR)
- 1077 : annexion au domaine du Vexin français. (DR)
- 1081 : Moret-sur-Loing. (DR)
- 1101 : acquisition de la vicomté de Bourges et de la seigneurie de Dun. (DR)

#### Règne deLouis VIle Gros (1108-1137)
- le roi passe une grande partie de son règne à pacifier le domaine royal en réduisant à l'obéissance certains seigneurs (les sieurs de Montlhéry, de Coucy, du Puiset, de Crécy…).

#### Règne deLouis VII le Jeune(1137-1180)

La France à la fin du XIIe siècle.
Domaine royal

- 1137 : par son mariage avec Aliénor d'Aquitaine Louis peut gouverner, en tant que duc d'Aquitaine, tout le sud-ouest du royaume, le duché n'étant pas rattaché au domaine royal (union personnelle)[7]. Mais l'annulation de leur mariage, le 21 mars 1152[8], ruine tous les espoirs de la royauté française. Le 18 mai de la même année, Aliénor épouse Henri Plantagenet comte d'Anjou, du Maine et duc de Normandie (qui deviendra en 1154, roi d'Angleterre), lui apportant ses territoires en dot[9].

#### Règne dePhilippe Auguste(1180-1223)

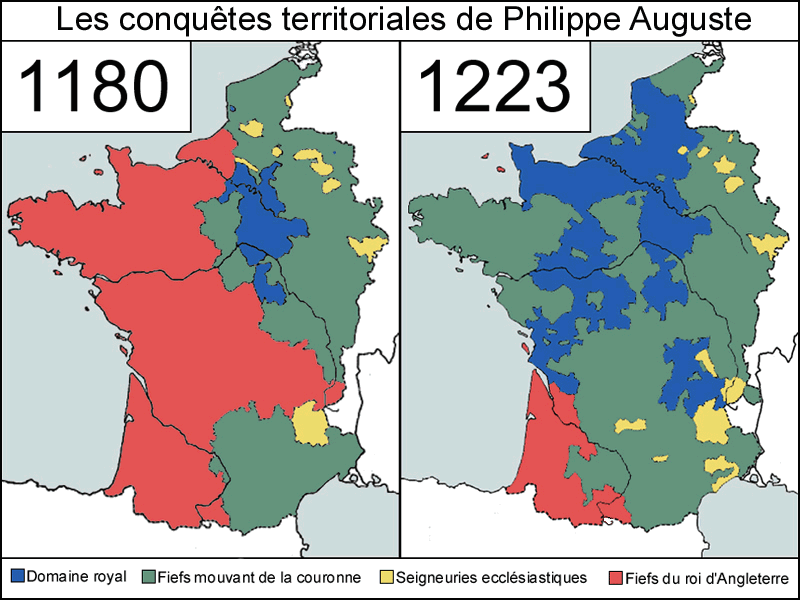
Philippe Auguste quadrupla la taille du domaine royal (bleu).

- 1180 : le comté d'Artois, dot de la reine Isabelle de Hainaut revient à la couronne. (DR)
- 1185 : le comté d'Amiens est uni à la couronne. (DR)
- 1191 : le comté de Vermandois est acquis par le roi, après la mort d'Élisabeth de Vermandois, héritière du comté. Confirmé en 1214, par Éléonore de Vermandois sœur d’Élisabeth. (DR)
- 1200 : le Vexin normand et le comté d'Évreux en échange de la reconnaissance de Jean sans Terre comme roi d'Angleterre. (DR)
- 1202 : confiscation (commise) du duché de Normandie au roi d'Angleterre Jean sans Terre (DR) Idem pour la Touraine, l'Anjou, la Saintonge et temporairement le Poitou, remis à Arthur Ier de Bretagne, puis au domaine royal - les conquêtes territoriales ne seront effectives que deux ans après[10].
- Annexion du comté d'Auvergne.
- 1208 : La seigneurie de La Ferté-Macé est confisquée à Guillaume IV de la Ferté-Macé. (DR)
- 1220 : Le comté d'Alençon réuni au domaine royal par l'absence d'héritier du comte Robert IV, vente par la vicomtesse de Chatellerault, héritière. (DR)

#### Règne deLouis VIIIle Lion (1223-1226)
- 1223 : Philippe Hurepel demi-frère du roi reçoit en apanage les comtés de Boulogne, et de Clermont en Beauvaisis, ainsi que les seigneuries de Domfront, Mortain et Aumale. (DR)
- Il enlève au roi d'Angleterre le Poitou, La Saintonge, l'Angoumois, le Périgord et une partie du Bordelais. (DR)
- 1229 : La signature du Traité de Paris à l'issue de la guerre contre les Albigeois et le comte de Toulouse, permet de s'emparer du comté de Toulouse dont l'héritière Jeanne de Toulouse est mariée, en 1237, à Alphonse de Poitiers fils du roi. (DR)

#### Règne de Louis IX, ditSaint Louis(1226-1270)
- 1229 : le comte de Toulouse cède au roi les sénéchaussées de Nîmes-Beaucaire et de Béziers-Carcassonne (traité de Paris). (DR)
- 1237 : le roi donne le comté d'Artois à son frère Robert. (DR)
- 1241 : le roi confirme l'apanage, le Poitou de son frère Alphonse de Poitiers. (DR)
- 1249 : Alphonse de Poitiers succède à Raymond VII de Toulouse.
- 1255 : comté de Beaumont-le-Roger, racheté à Raoul de Meulan. (DR)
- 1258 : le roi renonce au Roussillon et à la Catalogne, en échange le roi d'Aragon renonce à la Provence et au Languedoc (traité de Corbeil). (RF)
- 1258 : Jacques Ier vend le comté de Gévaudan à Saint-Louis, roi de France, qui rattache le comté au domaine royal.
- 1259 : seigneuries de Domfront et de Tinchebray. (DR)
- 1259 : le roi rend au roi d'Angleterre Henri III l'Aquitaine, et lui donne l'expectative pour le sud de la Saintonge, l'Angoumois et l'Agenais, en cas de disparition, sans enfant, du comte de Toulouse Alphonse de Poitiers (traité de Paris). (DR)
- 1268 le roi donne le comté d'Alençon à son fils Pierre. (DR)

#### Règne dePhilippe III le Hardi(1270-1285)
- 1271 : comté de Toulouse, Poitou et Auvergne, le Comtat Venaissin apanages d'Alphonse de Poitiers revenant au domaine royal. (DR)
- 1274 : achat du comté de Nemours. (DR)
- 1274 : le roi cède la moitié du Comtat Venaissin au pape Grégoire X.
- 1283 : Perche et comté d'Alençon hérités de son frère Pierre. (DR)
- 1284 : achat du comté de Chartres. (DR)

#### Règnes dePhilippe le Belet de ses fils
Philippe IV le Bel (1285-1314), Louis X le Hutin (1314-1316), Jean Ier le Posthume (1316), Philippe V le Long (1316-1322), Charles IV le Bel (1322-1328).

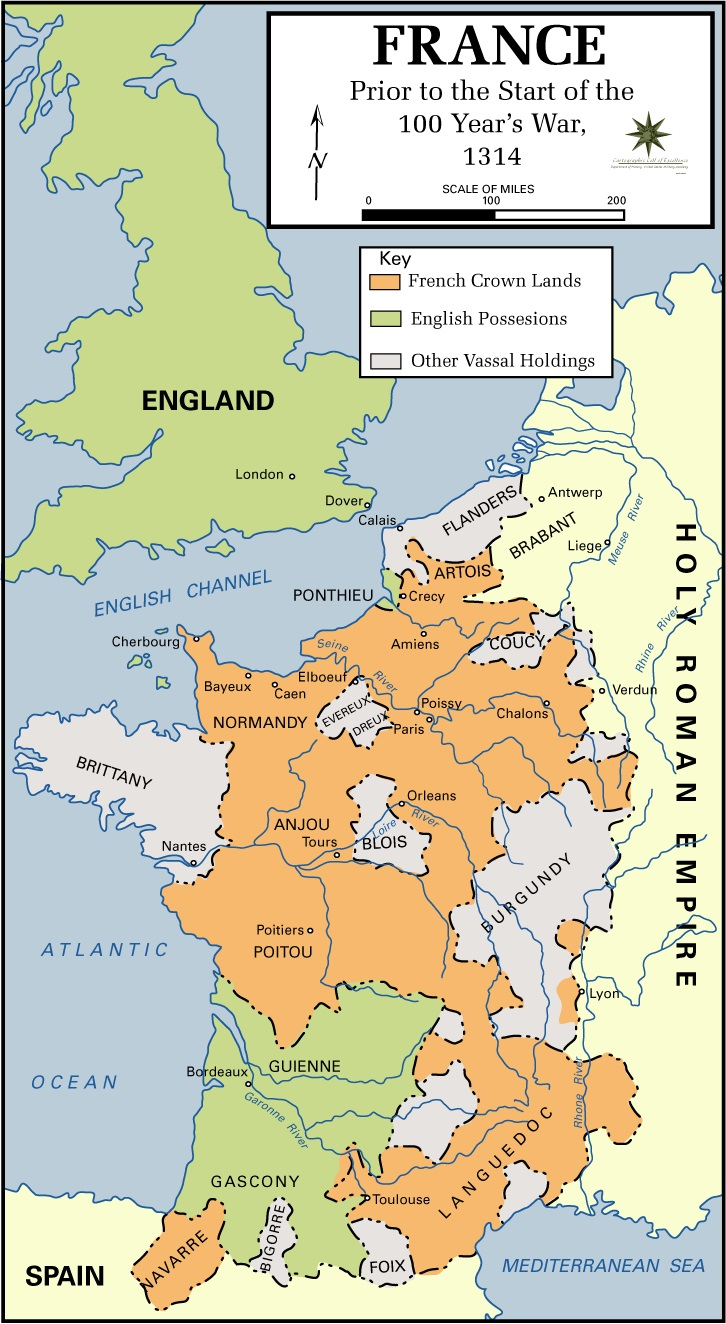
La France en 1314 (domaine royal en orange).

- 1284 : mariage de Philippe IV le Bel, futur roi de France avec Jeanne, fille d'Henri Ier le Gros, roi de Navarre et comte de Champagne. Le comté de Champagne est réuni au domaine. Officialisé en 1361. (DR)
- 1285 : Charles de Valois, frère de Philippe Le Bel, fut apanagé du comté d'Alençon.
- 1285-1295 : achat du comté de Guînes à son comte Arnould III qui devait payer une rançon. (DR)
- 1286 : achat du comté de Chartres à Jeanne de Blois-Châtillon, veuve de son oncle Pierre. (DR)
- 1292 : Ostrevant.
- 1295 : le roi rend une partie du comté de Guines. (DR)
- 1307 : intégra définitivement le Velay au domaine royal. (DR)
- 1308 : achat du comté d'Angoulême, de Fougères et de Lusignan à Yolande de Lusignan. (DR)
- 1313 : confiscation de la châtellenie de Tournai - pourtant terre d'Empire - sur Marie de Mortagne.
- 1322 : le comté de Bigorre est incorporé au domaine royal à l'avènement du roi Charles IV, qui le tenait de sa mère Jeanne Ire de Navarre. (DR)

### LesValois

#### Règne dePhilippe VI de Valois(1328-1350)
L'apanage du nouveau roi (Valois, Anjou, Maine, Chartres et Alençon) est réuni au domaine. (DR)
- 1343-1349 : le Dauphiné est vendu à la France par son duc et prince, le Dauphin de Viennois, redevable de l'hommage à l'Empereur du Saint-Empire Romain germanique. Le roi de France devra hommage à l'Empereur. Le royaume déborde largement le Rhône à l'est. (RF)
- 1336 : Conquête du comté de Ponthieu, rendu au roi d'Angleterre en 1360.
- 1349 : achat de la seigneurie de Montpellier à Jacques III (de son vrai nom Jaume III, en catalan et occitan ), roi dépossédé de Majorque, contre 120 000 écus d'or. (RF)

#### Règne deJean II le Bon(1350-1364)
- 1350-1360 : après la mort de Raoul II de Brienne, comte de Guînes, connétable de France décapité pour trahison, le comté de Guînes est confisqué. Il sera cédé aux Anglais au traité de Brétigny. (DR)
- 1360 : au traité de Brétigny, l'Aquitaine (soit un tiers du royaume) est donnée au roi d'Angleterre, pour obtenir la libération du Roi retenu prisonnier depuis la défaite de Poitiers. (RF)
- 1360 : le Roi de France Jean II le Bon confie en apanage le Berry à son fils Jean Ier de Berry.
- 1361 : le Roi donne la Touraine en apanage à son fils Philippe le Hardi. (DR)
- 1361 : le Roi s'empare de la Bourgogne dont le duc est mort sans héritier mâle. (DR)

#### Règne deCharles V(1364-1380)
- 27 mai 1364 : La ville de Montivilliers est détachée du comté de Longueville et directement rattachée au domaine royal. (DR)
- 1364 : Philippe le Hardi reçoit en apanage le duché de Bourgogne. (DR)
- 1369 : Reconquête du comté de Ponthieu.
- 1371 : Achat du comté d'Auxerre. (DR)
- 1377 : Après la mort du comte Simon de Thouars, le comté de Dreux fut acquis par le roi de France. (DR)
- 1380 : conquête de l'Aquitaine. (RF)

#### Règne deCharles VI(1380-1422)
- 1382 : Charles VI donne le comté de Dreux en dot à Marguerite de Bourbon en la mariant avec Arnaud-Amanieu d'Albret.
- 1399 : Le roi dépossède les derniers comtes de Périgord de leurs terres, et le Périgord ne sera inféodé de nouveau qu'en 1407, au comte d’Angoulême Jean d'Orléans.
- 1416 : L'apanage de Berry revient au domaine après la mort de la fille du duc Jean de Berry oncle du roi.
- 1416 : Le roi recrée l'apanage de Berry pour son fils Jean qui meurt en 1417.
- 1417 : Le roi donne l'apanage de Berry à son fils Charles.

#### Règne deCharles VII(1422-1461)
- 1429 : Le comté de Laval est créé, par distraction du comté du Maine, et dépend directement du domaine royal.
- 1434 : La seigneurie d'Amboise est confisquée à Louis d'Amboise qui avait comploté contre Georges de la Trémoille, favori du roi, et réunie à la couronne.
- 1435 : Le 20 septembre 1435, le roi Charles VII cède les villes de Montreuil, la Somme, le comté de Mâcon et le comté d'Auxerre à Philippe le Bon.
- 1454 : Le comté de Comminges est intégré au domaine royal.

#### Règne deLouis XI(1461-1483)

La France à la fin du XVe siècle.
Domaine royal

- Le roi donne le Berry en apanage à son frère Charles de France qui le perd en 1466. (DR)
- 1477 : le comté de Ponthieu est rattaché définitivement au domaine.
- 1478 : le comté de Boulogne est acquis par échange.
- 1480 : Le roi obtient de son oncle René d'Anjou, le duché d'Anjou. (DR)
- 1481 : Charles III du Maine lègue au roi la Provence, héritée de René d'Anjou, et le Maine
- 1482 : par le traité d'Arras la Bourgogne ducale et les Villes de la Somme (à l'origine du futur gouvernement militaire de Picardie) sont rattachées au domaine.
- 1482 : vicomté de Châtellerault.

#### Règne deCharles VIII(1483-1498)
- 1483 : Les seigneuries de Châtel-sur-Moselle et de Bainville prises sur le duché de Bar.
- 1491 : Le mariage du roi avec la duchesse Anne de Bretagne est une première étape vers une union personnelle du duché au royaume qui sera avortée en 1498 (cf. infra).

### LesValois-Orléans

#### Règne deLouis XII(1498-1515)
- 1498 : l'avènement du nouveau roi réintègre au domaine royal son apanage : le comté de Valois, le duché d'Orléans, le comté de Blois et le comté de Dunois.
- 1498 : le contrat de mariage du roi avec la duchesse Anne de Bretagne exclut explicitement l'union personnelle de la Bretagne au royaume.
- Juin 1498 : les comtés de Provence et de Forcalquier.
- 25 août 1498 : le comté de Comminges qui avait été aliéné est réuni au domaine.
- 1499 : le roi donne le Berry à sa femme Jeanne de France qu'il vient de répudier.
- 1507 : la vicomté de Narbonne est cédée au roi de France.

#### Règne deFrançoisIer(1515-1547)
À partir du règne de François Ier, la notion de domaine royal commence à se confondre avec celle de royaume tout entier. Il ne reste que l'apanage des Bourbons.
- 1531 : les possessions du connétable de Bourbon qui a trahi le roi, sont confisquées (Bourbonnais, Auvergne, comtés de Montpensier, de Clermont, de Mercœur et le Forez).
- 1532 : Union de la Bretagne à la France par trois traités successifs entre les États de Bretagne et François Ier ; le dauphin est couronné duc sous le nom de François III de Bretagne.

Le domaine royal sous François Ier, ses acquisitions et les demeures royales.

#### Règne deHenri II(1547-1559)
- 1547 : Premier roi de France à régner en son nom sur la Bretagne.
- 1549 : Alençon fut définitivement rattachée au domaine royal après la mort de Marguerite de Navarre (1492-1549).
- 1551 : Clermont ou Clairmont (future Clermont-Ferrand) devient ville royale, puis en 1610, propriété inséparable de la Couronne.
- 1551 : Les évêchés de Toul, Metz et Verdun sont placés sous la tutelle du roi de France suivant les termes d'un accord signé avec les princes protestant allemand signé à Lochau. Ils sont occupés l'année suivante.
- 1556 : la couronne reprend le comté de Dreux
- 1558 : François Ier duc de Guise, s'empare du port de Calais et reconquiert le Calaisis, anglais depuis 211 ans.
- 1566 : le roi donne en apanage Alençon à François de France.

### LesBourbons

#### Règne deHenri IV(1589-1610)
- 1589 : Henri III de Navarre devient le roi Henri IV de France en succédant à son cousin assassiné Henri III. Son immense apanage retourne au domaine : comté de Soissons, duché de Vendôme, seigneurie de Beaumont, vicomté de Limoges, comté de Périgord, comté de Rodez, duché d'Albret, vicomtés de Béarn, de Lomagne, de Marsan, de Gabardan, de Tursan, de Fézensaguet et des quatre vallées, comtés de Gaure, d'Armagnac, de Foix, de Bigorre. (DR)
- 1589 : le royaume de Navarre avec la principauté de Béarn dont le nouveau roi de France était le roi, est uni en liaison personnelle (mais pas incorporé) à la Couronne de France (RF) pour ce qui concerne sa partie au nord des Pyrénées, la Basse-Navarre.

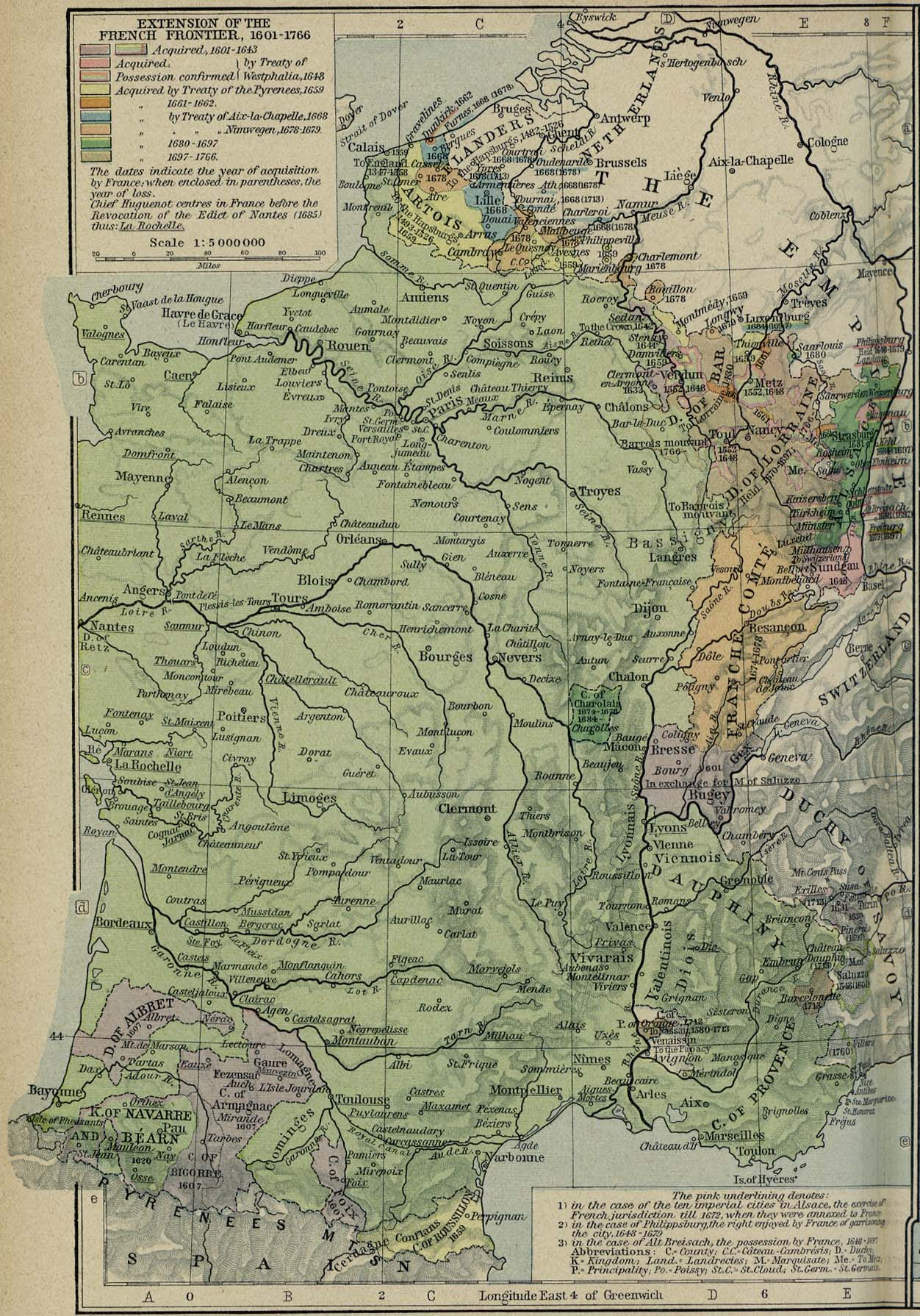
Le domaine royal en vert (la Bretagne n'est pas visible) : le domaine personnel d'Henri IV, Basse-Navarre et Béarn dans le Sud.

- 1607 : rattachement au domaine royal d'une partie du domaine personnel d'Henri IV après la mort de sa sœur Catherine de Bourbon (comté d'Armagnac, duché d'Albret, comté de Bigorre, comté de Foix, comté de Périgord, vicomté de Limoges, comté de Rodez, comté de Vendôme, comté de Beaumont, bonne ville de Marle).

#### Règne deLouis XIII(1610-1643)
- Louis XIII arrive à la tête d'une armée à Béarn et émet un édicte d'annexion de Basse-Navarre et Béarn en 1620, qui perdent leur souveraineté et sont réunis dans le Parlement de Navarre à Pau.
- À la mort de Louis XIII le domaine royal est confondu avec le royaume de France. La Navarre, nominalement royaume, perd sa relevance. Le titre roi de Navarre est conservé.

#### Règne deLouis XIV(1643-1715)
- 1663 : Louis XIV affirme son pouvoir sur la Nouvelle-France et l'intègre au domaine royal[11],[12],[13].

#### Règne deLouis XV(1715-1774)
- 1738 : Louis XV achète la vicomté de Turenne à Charles-Godefroy de La Tour d'Auvergne, ce qui met fin au dernier fief de France.

### Wikisource
- Édit d'union de la vicomté de Châtellerault à la Couronne de France (1482)
- Union au domaine royal de Chastel-sur-Moselle et Bainville qui avaient appartenu au duché de Bar (1483)
- Édit de réunion du comté de Provence à la couronne de France (1498)